# Gedser Redningsstation
Gedser Redningsstation är en dansk sjöräddningsstation inom det statliga Kystredningstjenestens organisation. Den ligger i hamnen i Gedser på ön Falster i Östersjön.
Gedser Redningsstation inrättades 1925 och försågs då med en motorräddningsbåt, men inte med raketapparat. Stationen kompletterades också med en räddningspråm, vilken inte var standardutrustning på Redningsvæsenets stationer.[
Räddningsstationen har fyra heltidsanställda och sju deltidsanställda sjöräddare samt fyra reserver.

## Räddningsfarkoster
- Det täckta 23 meter långa räddningsfartyget MRB L.W. Dam, byggt 1991[3][4]
- Den öppna räddningsbåten Fast Rescue Boat FRB 09 från 2010-talet
- Ribbåten RHIB-480
- Terrängbil av modell Ford Raptor

MRB L.W. Dam ersatte 1991 en 55 år gammal motorräddningsbåt i trä. Den tidigare båten hamnade därefter på Strandingsmuseum St. George i Thorsminde.